# Pippi Langstrumpf

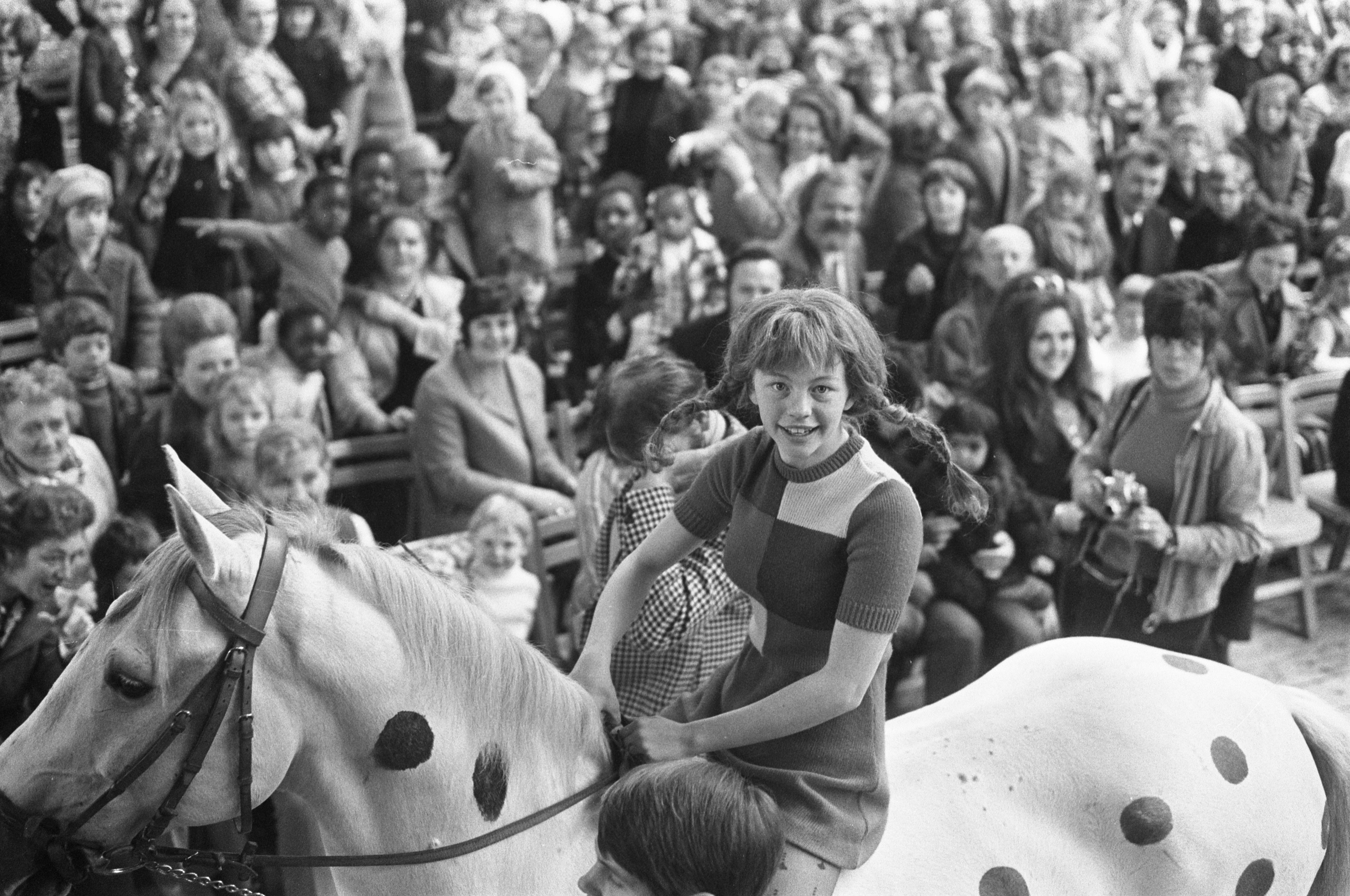
Inger Nilsson auf Pippis Pferd, 1972

Pippi Langstrumpf (mit vollem Namen Pippilotta Viktualia Rollgardina Pfefferminz Efraimstochter Langstrumpf, auf Schwedisch Pippilotta Viktualia Rullgardina Krusmynta Efraimsdotter Långstrump) ist die zentrale Figur einer dreibändigen Kinderbuch-Reihe der schwedischen Schriftstellerin Astrid Lindgren und verschiedener darauf basierender Bearbeitungen.
Pippi ist neun Jahre alt, hat Sommersprossen und rote Haare mit abstehenden Zöpfen. Sie ist selbstbewusst, stark und lebt mit einem Pferd und einem Affen in einem eigenen Haus, ohne dass sich Erwachsene um sie kümmern. Ihre Freunde sind die angepassten Nachbarskinder Tommy und Annika, die unter Pippis Führung Abenteuer erleben.
Die Pippi-Langstrumpf-Bücher wurden in 77 Sprachen übersetzt und (bis 2015) in 66 Millionen Exemplaren verbreitet. Ab Ende der 1960er Jahre wurden die Bücher mit Inger Nilsson verfilmt.

## Figur

### Name
Pippi Langstrumpf heißt in der deutschen Buchausgabe „Pippilotta Viktualia Rollgardina Pfefferminz Efraimstochter Langstrumpf, Tochter von Kapitän Efraim Langstrumpf, früher Schrecken der Meere, jetzt Negerkönig“. Im schwedischen Originaltext steht Pippilotta Viktualia Rullgardina Krusmynta Efraimsdotter Långstrump, dotter till kapten Efraim Långstrump, fordom havens skräck, numera negerkung.
Pippis vollständiger Name wird in deutschen Übersetzungen unterschiedlich wiedergegeben. In der Synchronisation einer Fernsehserie wurde Krusmynta (einer der Vornamen mit der eigentlichen Bedeutung Minze bzw. Krauseminze) mit Schokominza wiedergegeben statt wie im Buch mit Pfefferminz übersetzt. Neuere deutsche Ausgaben der Bücher ersetzten das inzwischen als diskriminierend wahrgenommene Wort „Negerkönig“ durch „Südseekönig“.

### Eigenschaften
Pippi ist ein selbstbewusstes neunjähriges Mädchen mit Sommersprossen, dessen rote Haare zu zwei abstehenden Zöpfen geflochten sind. Sie vereinigt in sich viele Eigenschaften, die sich Kinder ersehnen. Sie hat ein eigenes Pferd und ein Äffchen, lebt allein in einem eigenen Haus und ist sehr mutig. Auch ist Pippi das stärkste Mädchen der Welt. So bestreitet sie mit ihrem Vater, wenn beide sich treffen, diverse Kraftproben und stemmt zum Beispiel auf einer Feier ihr Pferd hoch, auf dem ihre Freunde Tommy und Annika sitzen. Ein anderes Mal besiegt sie einen Ringer im Zirkus. Da Pippi allein ohne Eltern wohnt, kann sie alles tun und lassen, was sie möchte. Weil sie einen Koffer voller Goldstücke besitzt, ist sie auch materiell völlig unabhängig.
Pippi erzählt gerne außergewöhnliche Begebenheiten, die sie auf ihren Reisen mit ihrem Vater erlebt haben will und mit denen sie oft ihr unangepasstes Verhalten begründet. So sollen in Ägypten alle Menschen rückwärts gehen und in Hinterindien sogar auf den Händen. Diese skurrilen Geschichten entstammen aber, wie sie zuweilen selbst zugibt, ihrer blühenden Fantasie.
Pippi gerät häufig mit Erwachsenen in Konflikt – so widersetzt sie sich zwei Polizisten, die sie in ein Kinderheim bringen wollen – und verursacht regelmäßig Chaos: Während einer Einladung zum Kaffeekränzchen streut sie Zucker auf den Boden, läuft barfuß drüber und taucht ihr Gesicht in die Torte. Dabei bleibt sie jedoch stets freundlich, setzt ihre übermenschliche Kraft nur im Notfall und sehr behutsam gegen andere ein und zeigt ein reifes, kinderuntypisches Verantwortungsgefühl. Darüber hinaus ist sie äußerst selbstlos. Als sie Geburtstag hat, schenkt sie auch Tommy und Annika selbst etwas.

## Entstehungsgeschichte

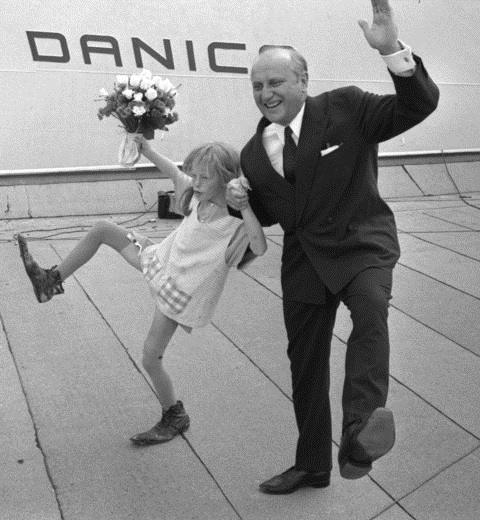
Inger Nilsson mit dem Reeder Sten A. Olsson vor der Stena Danica, 1969

Astrid Lindgren schrieb in der Autobiografie ihrer Kindheit, Das entschwundene Land, dass ihre damals siebenjährige Tochter Karin im Winter 1941 den Namen der Figur Pippi Langstrumpf erfand. Das Mädchen, das sich häufig Namen ausdachte, lag mit einer Lungenentzündung im Bett und forderte seine Mutter auf: „Erzähl mir was von Pippi Langstrumpf.“ Astrid Lindgren, die ursprünglich nicht vorhatte, Schriftstellerin zu werden, schrieb die Erzählung erst im März 1944 nieder, als sie infolge eines verstauchten Fußes selbst liegen musste. Zum zehnten Geburtstag von Karin am 21. Mai 1944 schenkte sie ihr das Manuskript.
Den Durchschlag des Manuskripts sandte sie an den schwedischen Verlag Bonnier, der eine Veröffentlichung ablehnte. Nachdem sie 1944 mit ihrem Buch Britt-Mari erleichtert ihr Herz (Britt-Mari lättar sitt hjärta) bei einem Wettbewerb des Verlages Rabén & Sjögren den zweiten Preis gewonnen hatte, überarbeitete sie den Text von Pippi Langstrumpf und gewann damit 1945 einen weiteren Wettbewerb des Verlages. Dieser nahm das Buch am 13. September 1945 zur Veröffentlichung an, die am 26. November erfolgte, und publizierte später viele weitere Werke Lindgrens. Es entstand auch die erste Pippi-Zeichnung, angefertigt von der Autorin selbst. Die Illustrationen schuf Ingrid Vang Nyman. Das erste deutsche Pippi-Langstrumpf-Buch wurde später von Walter Scharnweber illustriert. Auch Rolf Rettich illustrierte eine 1969 erschienene Auflage, welche mehr Illustrationen als Scharnwebers Version beinhaltete.
Das Manuskript des ursprünglichen Textes erschien 2007 anlässlich des hundertsten Geburtstages der Autorin unter dem Titel Ur-Pippi.

## Romane

### Pippi Langstrumpf

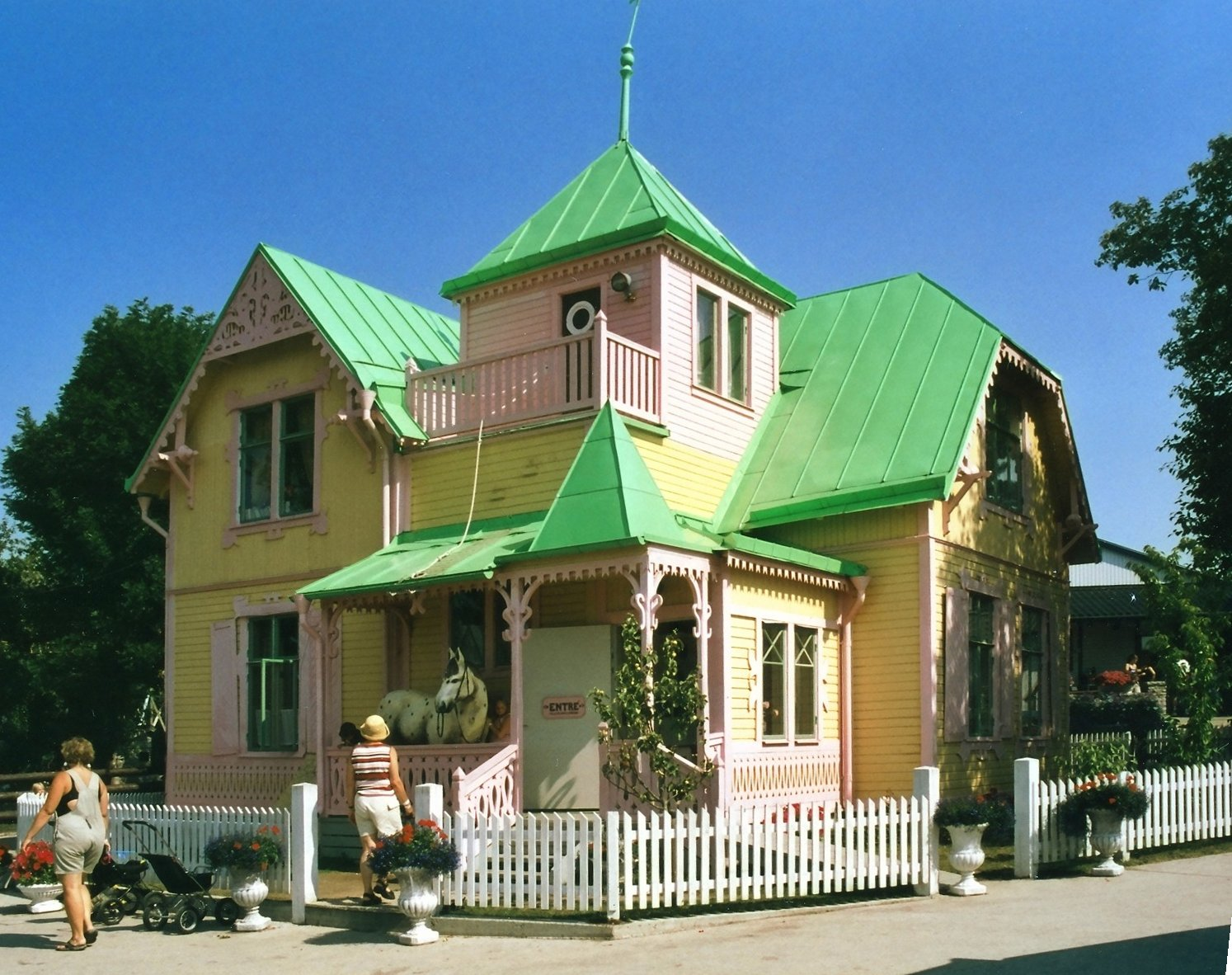
Die Villa Kunterbunt aus Olle Hellboms Filmen im Freizeitpark Kneippbyn auf Gotland

Pippi Langstrumpf (Pippi Långstrump, 1945, deutsch 1949): Pippi Langstrumpf lebt zusammen mit ihrer Meerkatze (im Film: Totenkopfäffchen) Herr Nilsson und ihrem Apfelschimmel (im Film heißt das Pferd Kleiner Onkel, schwedischer Kosename lilla gubben, was so viel heißt wie „kleiner Kerl“)  in der Villa Kunterbunt (schwedisch: Villa Villekulla) am Rande einer kleinen, namenlosen Stadt (die Filme wurden in Visby gedreht). Nach ihrer Darstellung ist ihre Mutter tot und ihr Vater König auf einer Südseeinsel. In ihrer Nachbarschaft wohnen die beiden Kinder Thomas (im Original und neueren Übersetzungen Tommy) und Annika Settergren, die Pippi bei ihren Abenteuern begleiten.
Das Buch hat elf Kapitel; jedes enthält ein oder zwei eigenständige Abenteuer. Die Ereignisse sind aus der Lebenswelt von Kindern entnommen, enden aber wegen Pippis unkonventioneller Art und ihrer enormen Kräfte ungewöhnlich.

### Pippi Langstrumpf geht an Bord
Pippi Langstrumpf geht an Bord (Pippi Långstrump går ombord, 1946, deutsch 1950): Wie im ersten Buch sind die neun Kapitel sehr eigenständig und hängen nur lose zusammen. Die Welt wird durch den Besuch des Vaters exotischer, denn dieser ist wirklich König auf einer Südseeinsel geworden.
Nachdem Pippi ihren Vater wiedergefunden hat, möchte sie mit ihm auf große Fahrt gehen. Dazu müsste sie aber Tommy und Annika verlassen. Ihre besten Freunde sind über die bevorstehende Trennung tieftraurig. Pippi beschließt, bei ihnen zu bleiben, und geht wieder von Bord.
Danach können die drei Kinder wieder neue Abenteuer erleben.

### Pippi in Taka-Tuka-Land
Pippi in Taka-Tuka-Land (Pippi Långstrump i Söderhavet, 1948, deutsch 1951): In den ersten vier der elf Kapitel des Buches macht Pippi weiter die Welt der Erwachsenen in ihrer Stadt unsicher, bis sie einen Brief ihres Vaters erhält. Dieser fordert sie auf, zu ihm auf die Insel Taka-Tuka-Land (schwedisch: Kurrekurreduttö) zu kommen. Dort hat sie zusammen mit Tommy, Annika und den dortigen Kindern viel Spaß. Ärger machen nur ein Hai und zwei Piraten. Im letzten Kapitel ist sie wieder zurück in der Villa Kunterbunt und erfüllt sich, Tommy und Annika einen Traum: Die Zauberpille Krummelus (schwedisch: Krumelur) gegen das Erwachsenwerden.

## Bearbeitungen
Abgesehen von den drei ursprünglichen Büchern hat Lindgren den Text zu drei Bilderbüchern über Pippi geschrieben, die ebenfalls von Ingrid Vang Nyman illustriert wurden. Daneben existiert eine Vielzahl Bilderbücher, deren Text lediglich aus Kapitelauszügen der Romane bestehen.
Die schwedische Hörbuchfassung wurde von Lindgren selbst gesprochen.
Die Verfilmung durch Olle Hellbom mit der Schauspielerin Inger Nilsson in der Hauptrolle setzt den Roman konsequent um. Diese Filme haben das Bild von Pippi so nachhaltig geprägt, dass einige Änderungen fälschlicherweise der Vorlage zugeschrieben wurden. Besonders der Name des Pferdes (Kleiner Onkel) und die Gattung von Herrn Nilsson (Totenkopfaffe) fallen hier auf. Zudem trägt Pippi dort den Vornamen Schokominza statt Pfefferminz.
Die Verfilmung Pippi in Taka-Tuka-Land löst sich von der Literaturvorlage und erzählt eine eigenständige Geschichte. Es wird hier die Reise in die Südsee und die Konfrontation mit den Piraten betont, wogegen das Buch wie die ersten beiden Bände mehrere Episoden aneinander reiht.
Es gibt weitere Bearbeitungen der Vorlage; keine von ihnen konnte an den Erfolg dieser Verfilmungen anschließen. Astrid Lindgren stimmte in den 1990er Jahren der Herstellung einer Zeichentrickserie zu.

### Film

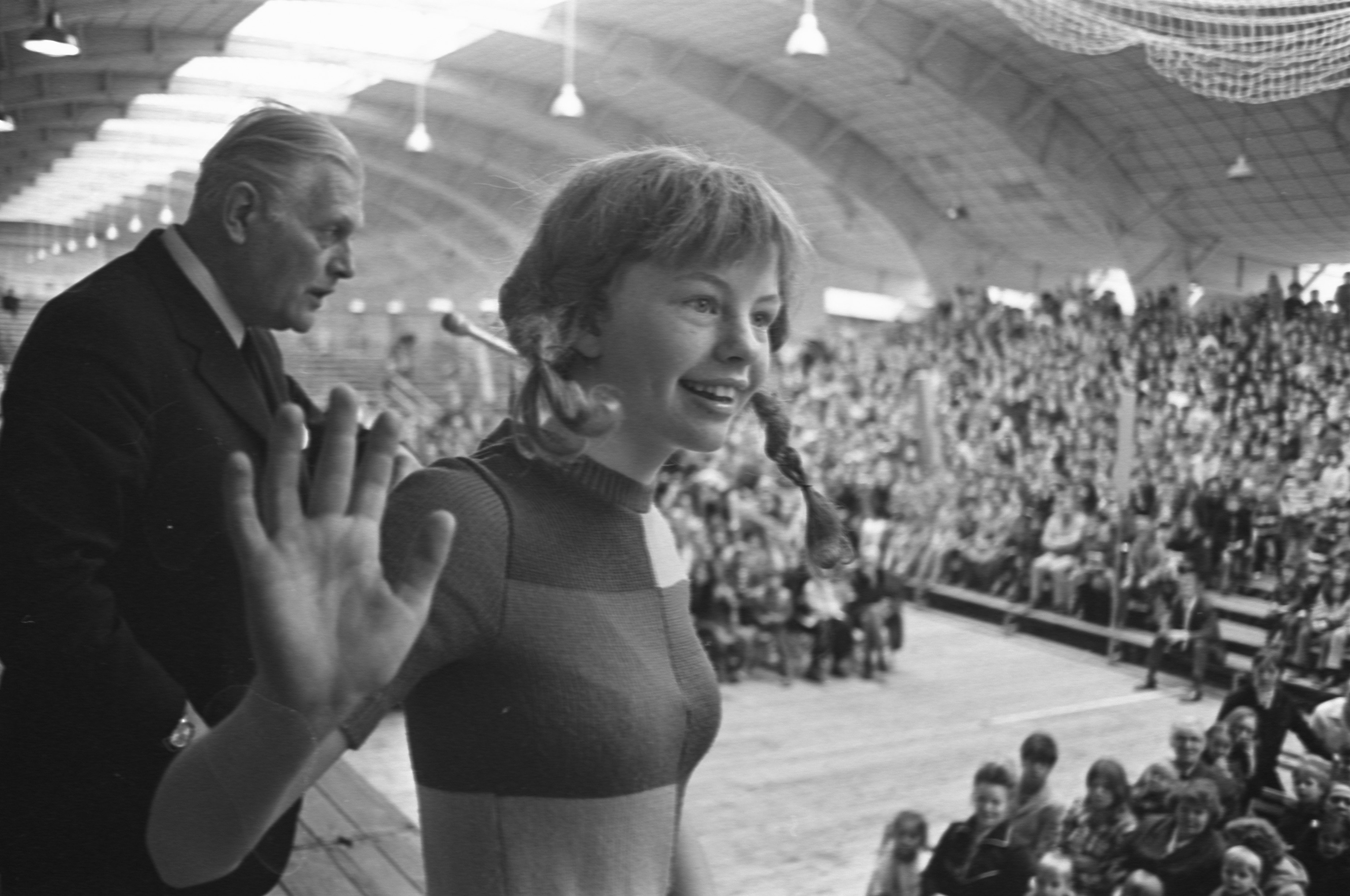
Inger Nilsson als Pippi (1972)

#### Filme mit Inger Nilsson
Regie: Olle Hellbom
- Pippi Langstrumpf (Pippi Långstrump, deutsch-schwedische Fernsehserie, 1969)
- Pippi Langstrumpf (Kinofilm, 1969, deutscher Zusammenschnitt aus der Serie)
- Pippi geht von Bord (Kinofilm, 1969, deutscher Zusammenschnitt aus der Serie)
- Pippi in Taka-Tuka-Land (Pippi Långstrump på de sju haven, Kinofilm, 1970)
- Pippi außer Rand und Band (På rymmen med Pippi Långstrump, Kinofilm, 1970)
- Hier kommt Pippi Langstrumpf (Här kommer Pippi Långstrump, Kinofilm, 1973, schwedischer Zusammenschnitt aus der Serie, wurde in Deutschland erst 1987 bei den Nordischen Filmtagen in Lübeck gezeigt)

#### Sonstige Filme
- Pippi Langstrumpf (1949), Schweden, 1949; Regie: Per Gunvall
- Pippi Langstrumpf (1961): Pippis Geschichte wurde 1961 für die Fernsehserie Shirley Temple’s Storybook erstmals in den USA verfilmt. Das Drehbuch wurde von William Crewson geschrieben und die Hauptrollen hatten Gina Gillespie (Pippi), Gregory Irvin (Tommy) und Kelly Smith (Annika).[17] Shirley Temple ist zwar Namensgeberin der Serie, hat jedoch nicht in jeder Episode eine Rolle.[18] Sie war 1961 bereits 33 und somit zumindest für eine der Hauptrollen zu alt.[19]
- Peppi Dlinnytschulok, Sowjetunion, 1982; Regie: Margarita Mikaelyan
- Pippi Langstrumpfs neueste Streiche, Schweden/USA, 1988, Regie: Ken Annakin
- Pippi Langstrumpf (Zeichentrickserie und Spielfilm, Kanada, 1997); Regie: Michael Schaack
- Pippi Langstrumpf in der Südsee, 1999, Zeichentrick

### Theaterstücke
In den 1940er und 1960er Jahren schrieb Astrid Lindgren die Drehbücher für drei Theaterstücke über Pippi Langstrumpf: Pippi Langstrumpfs Abenteuer: Lustspiel für Kinder in vier Akten (Pippi Långstrumps liv och leverne), Pippi Langstrumpf (Pippi Långstrump) und Jul hos Pippi Långstrump (Weihnachten bei Pippi Langstrumpf). Lindgrens Freundin Elsa Olenius inszenierte die Werke. Jul hos Pippi Långstrump wurde nicht ins Deutsche übersetzt. Außerdem schrieb Astrid Lindgren das Pippi Langstrumpf – Musical, das Anfang der 1980er Jahre in Schweden aufgeführt wurde. Auf Wunsch von Lindgren spielte Siw Malmkvist die Hauptrolle der Pippi Langstrumpf.

### Hörspiele
Von den 1940er bis zu den 1960er Jahren schrieb Astrid Lindgren mehrere Drehbücher für Radiohörspiele. So verfasste sie 1952 gemeinsam mit dem Radioproduzenten Gösta Knutsson auch ein kurzes Radiohörspiel über Pippi Langstrumpf. Es trug den Titel Pelles och Pippis Karusell (wörtlich: Pelles und Pippis Karussell). Das Hörspiel wurde am 5. April 1952 bei dem Radiosender Karusellen ausgestrahlt. Astrid Lindgren sprach die Pippi Langstrumpf und Knutsson den Kater Pelle. Pelles och Pippis Karusell wurde auch in gedruckter Form veröffentlicht. So erschien das vierseitige Hörspielskript 1952 in der sechsten Ausgabe der Zeitschrift Hörde Ni. Im deutschsprachigen Raum ist dieses Hörspiel nicht vertont worden. Allerdings gibt es dort einige Hörspiele zu den bekannten Pippi Langstrumpf Geschichten und Verfilmungen. 2025 erschien „Pippi außer Rand und Band“ als Neuvertonung mit Jella Haase als Pippi.

## „Pippi“ in West- und Ostdeutschland
Im Jahr 1949 reiste Friedrich Oetinger mit Sondererlaubnis der britischen Militärregierung nach Stockholm, um mit Lindgren über die Rechte am Kinderbuch Pippi Langstrumpf zu sprechen. Er gab danach das Buch in Westdeutschland heraus, während es in Schweden umstritten und zuvor von fünf anderen deutschen Verlagen abgelehnt worden war. Da Oetinger später auch alle weiteren Lindgren-Bücher verlegte, wurde der Verlag zum Wegbereiter skandinavischer Kinderliteratur in der Bundesrepublik Deutschland. Bis heute erscheinen die deutschen Ausgaben ihrer Werke im Friedrich Oetinger Verlag.
In der DDR erschienen vier Lindgren-Bücher im Kinderbuchverlag Berlin: 1960 Mio, mein Mio, 1971 Lillebror und Karlsson vom Dach, 1975 Pippi Langstrumpf und 1988 Ronja Räubertochter. Pippi Langstrumpf erschien in mehreren Auflagen als Taschenbuch. Nach 1989 gab es die weiteren Pippi-Bücher – sowie die anderen Titel von Lindgren – auch dort zu kaufen, was anfangs mit einer höheren Nachfrage beantwortet wurde.

## Hintergrund
Wie auch die meisten ihrer anderen Erzählungen basieren die Geschichten teilweise auf Astrid Lindgrens eigenen Erfahrungen oder den Geschichten, die sie als Kind gehört hat. So ist das Spiel „Nicht den Boden berühren“, das Pippi eines Tages mit Tommy und Annika spielt, ein Spiel aus Lindgrens eigener Kindheit.
Der Text von Pippis Flaschenpost stammt von Astrid Lindgrens Bruder Gunnar Ericsson und seinen zwei Cousins. So haben diese eine Zeit lang wie Robinson Crusoe auf einer kleinen Insel gelebt. Sie schrieben eine Flaschenpost mit der Nachricht: „Seit zwei Tagen ohne Schnaps und Schnupftabak, verschmachten wir auf dieser Insel“. Astrid Lindgrens Großmutter entdeckte die Flaschenpost und fand den Text überhaupt nicht gut. Später verwendete Astrid Lindgren diesen Spruch für Pippi Langstrumpf, ließ jedoch das Wort Schnaps weg. Außerdem war Lindgrens Bruder Gunnar derjenige, der die Geschwister Ericsson zum Sachensuchen animierte. Auch Pippi wurde später Sachensucherin.
Der Limonadenbaum, in dem Pippi, Tommy und Annika Limonade finden, basiert auf einem Baum aus Astrid Lindgrens Kindheit, einer alten Ulme auf Näs, die Lindgren und ihre Geschwister „Eulenbaum“ nannten.
Pippis Sommersprossen und rote Haare stammten von einer Freundin von Lindgrens Tochter Karin. Außerdem lebte ein junges Mädchen im Sommer in Furusund, wo das Sommerhaus der Familie Ericsson stand. Dieses hatte ein Pferd, das ähnlich wie Pippis Kleiner Onkel an der Veranda festgebunden war.

## Rezeption

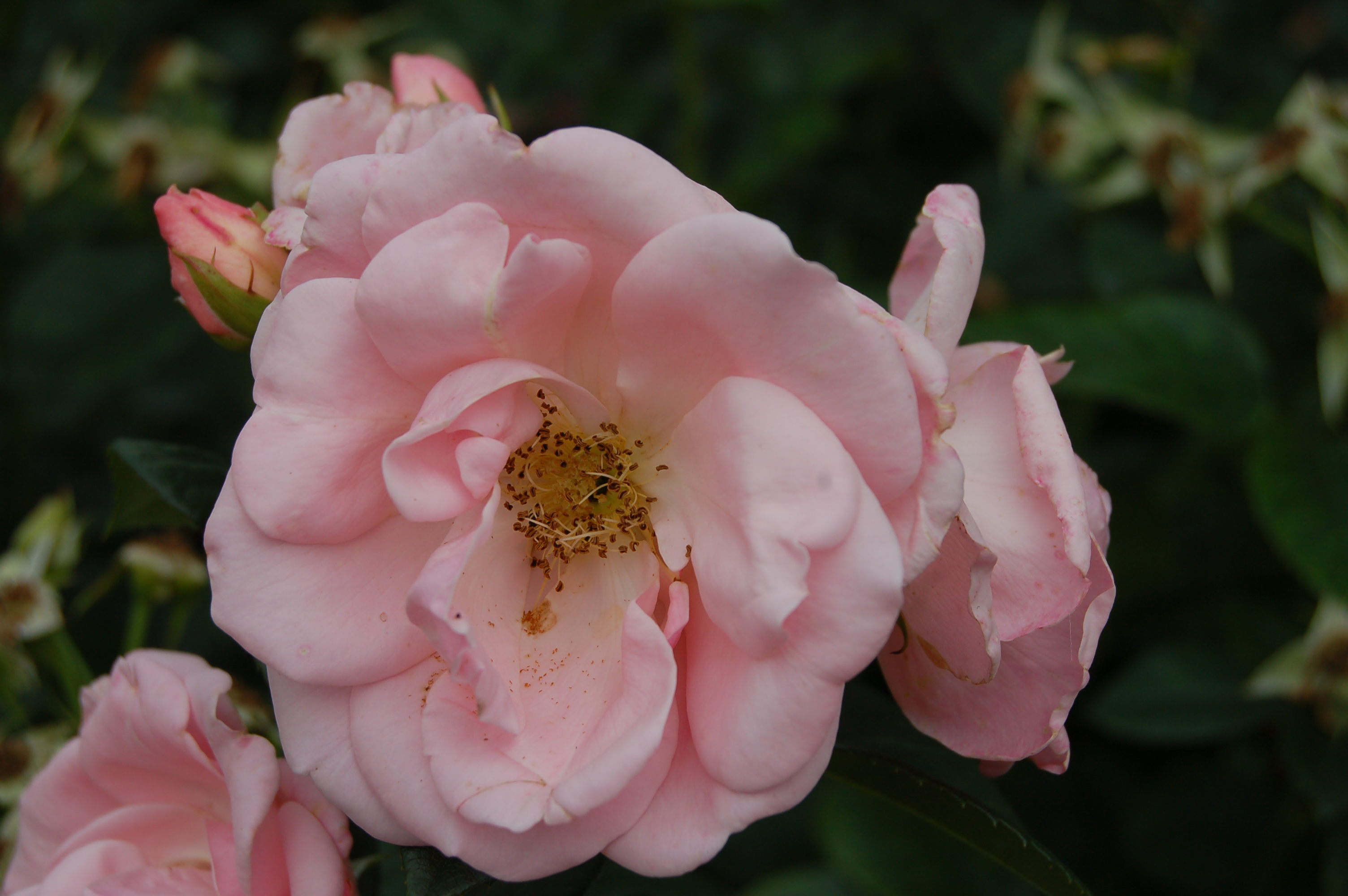
Rosensorte ‚Pippi Långstrump‘, Poulsen, 1989

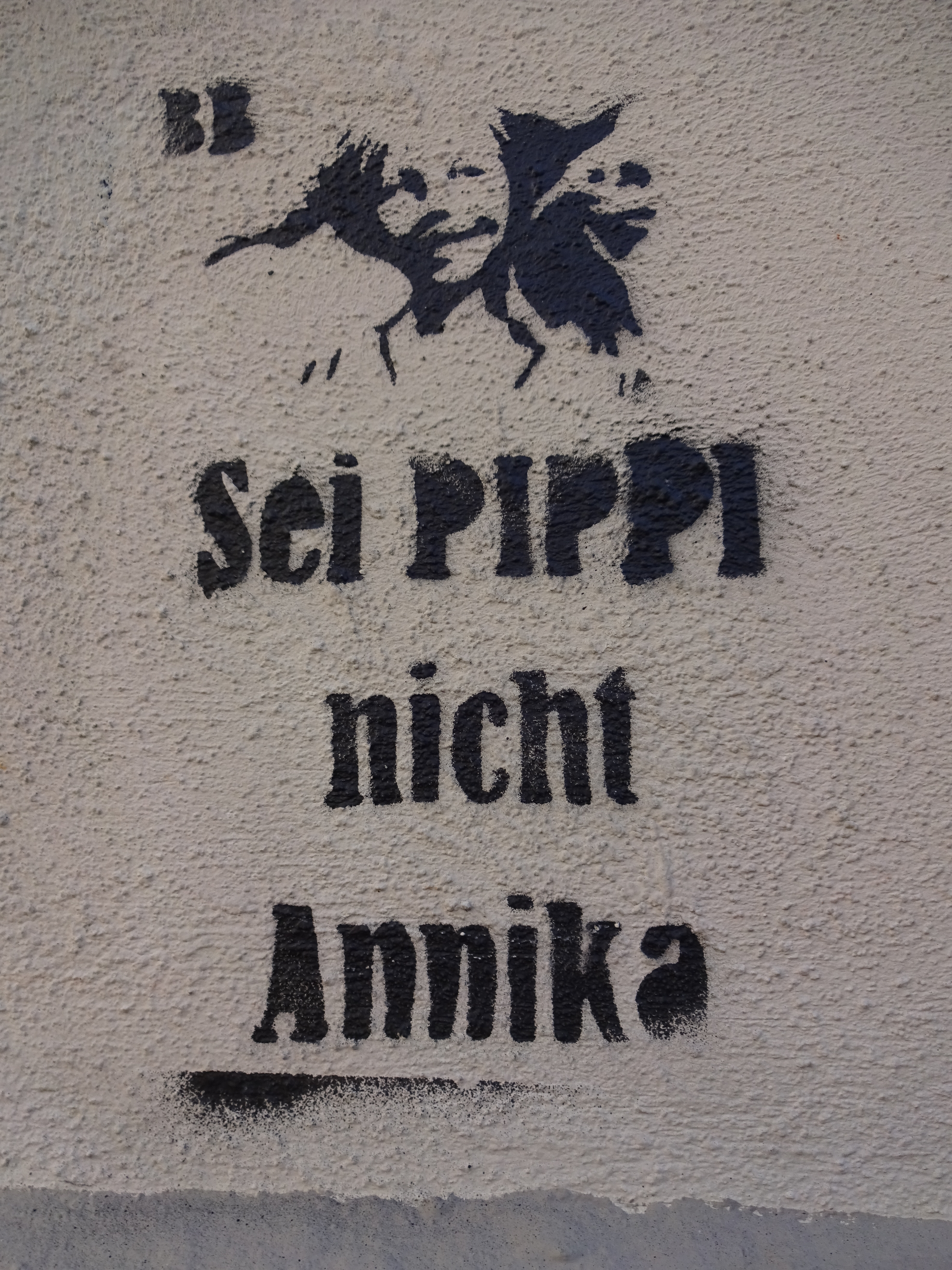
Auch in der Gegenwart ist Pippi noch ein Begriff – Stencil in München, 2016

Pippi Langstrumpf gilt als literarisches Vorbild für die Frauenbewegung und den Feminismus, zeigt es doch entgegen tradierten Rollenbildern ein Mädchen, das mit seiner gesellschaftlich vorgegebenen Geschlechterrolle bricht und „stark, verwegen, ungehemmt, lustig, rebellisch und unbeeindruckt von Autoritäten“ ist. So habe das Buch „Generationen von Mädchen ermuntert, Spaß zu haben und an die eigenen Fähigkeiten zu glauben.“
Aufgrund des rebellischen und nonkonformistischen Verhaltens von Pippi und ihres Umgangs mit Autoritäten werden ihr gelegentlich auch anarchistische Züge zugeschrieben, dementsprechend ist sie auch Bezugspunkt für anarchistische Strömungen. „Eine Rotzgöre im Lumpenlook mit ritzeroten Zöpfen, die in einer maroden Villa haust und sämtliche Autoritäten ignoriert! Pippi ist eine Autonome und Anarchistin, lange bevor die Jahreszahl 1968 eine Bedeutung bekam; auch als Erfinderin des Punk – 40 Jahre vor den Sex Pistols – wird sie gerne bezeichnet.“
Nach Pippi Langstrumpf wurde 1989 eine Rosensorte benannt.
Die Schweizer Künstlerin Pipilotti Rist wählte ihren Künstlernamen nach der Figur der Pippi Langstrumpf.

### Kritik
Seit den 1970er Jahren gab es Rassismus-Vorwürfe wegen der Darstellung von Schwarzen in Kinderbüchern, so auch gegenüber Pippi Langstrumpf. Dass sich schwarze Kinder Pippi bei einem Besuch in Afrika vor die Füße werfen, wurde als koloniale Manier gedeutet – obwohl Pippi diese Art der Verehrung sofort unterbindet, indem sie sich selbst auch auf den Boden wirft und das Ganze als Spiel deklariert.
2009 wurde der Text der deutschen Ausgabe überarbeitet und die Bezeichnungen „Neger“ und „Zigeuner“ entfernt. Pippis Vater wurde vom Negerkönig der Originalausgabe von 1945 in Südseekönig umbenannt. In einer Umfrage des Instituts für Demoskopie Allensbach für die FAZ im Mai 2019 waren 75 % der Befragten für die Beibehaltung der Originalversion Negerkönig. In der DDR war der Begriff bereits durch König der Takatukaner ersetzt worden. Astrid Lindgren hatte zu Lebzeiten eine solche Bearbeitung untersagt.

### Philatelistisches
Nachdem Pippi Langstrumpf schon auf vielen Briefmarken als Motiv gedient hat, ist sie seit Oktober 2015 neben Astrid Lindgren auf der schwedischen 20-Kronen-Banknote abgebildet.
Am 13. Juni 2001 erschien eine Zuschlagsmarke der Deutschen Post aus der Serie Für die Jugend zum Wert von 100 + 50 Pfennigen/0,51 + 0,26 € mit einer Abbildung von Pippi Langstrumpf. Mit dem Erstausgabetag 5. Dezember 2019 gab die Deutsche Post AG in der Serie Helden der Kindheit ein Postwertzeichen im Nennwert von 80 Eurocent mit dem Bild von Pippi mit ihrem  Pferd heraus. Der Entwurf stammt von der Grafikerin Jennifer Dengler aus Bonn.

## Ausgaben

### Bücher
Romane
- Pippi Långstrump. Rabén & Sjögren, Stockholm 1945, ISBN 91-29-65747-4; Illustrationen von Ingrid Vang Nyman. Deutsch: Pippi Langstrumpf. Verlag Friedrich Oetinger, Hamburg 1949, 1969 (mit Bildern von Rolf Rettich), 2008, ISBN 3-7891-4161-5; Übersetzung: Cäcilie Heinig, Einband und Illustrationen von Walter Scharnweber.
- Pippi Långstrump går ombord. Rabén & Sjögren, Stockholm 1946, 91-29-65750-4; Illustrationen von Ingrid Vang Nyman; Deutsch: Pippi Langstrumpf geht an Bord. Verlag Friedrich Oetinger, Hamburg 1950, 2007, ISBN 3-7891-4163-1; Übersetzung: Cäcilie Heinig, Einband und Illustrationen von Walter Scharnweber.
- Pippi Långstrump i Söderhavet. Rabén & Sjögren, Stockholm 1948, ISBN 91-29-65752-0; Illustrationen von Ingrid Vang Nyman; Deutsch: Pippi Langstrumpf in der Südsee. Verlag Friedrich Oetinger, Hamburg 1951; Übersetzung: Cäcilie Heinig, Einband und Illustrationen von Walter Scharnweber.
- Ur-Pippi. Originalmanus av Astrid Lindgren; med förord av Karin Nyman och kommentarer av Ulla Lundqvist, Stockholm, Rabén & Sjögren 2007, ISBN 978-91-29-66662-5; Deutsch: Ur-Pippi. Verlag Friedrich Oetinger, Hamburg 2007, ISBN 978-3-7891-4159-1; Übersetzung: Cäcilie Heinig und Angelika Kutsch

Eigenständige Kurzgeschichten
- Astrid Lindgren: Pippi im Park (Pippi i Humlegården), Illustriert von Ingrid Nyman, Oetinger, Hamburg 2001, ISBN 978-3-7891-6828-4; Übersetzung: Angelika Kutsch
- Astrid Lindgren: Pippi Langstrumpf feiert Weihnachten (Pippi Långstrump firar jul), Illustriert von Katrin Engelking; im schwedischen Original illustriert von Ingrid Nyman, Oetinger, Hamburg 2004, ISBN 978-3-7891-6823-9; Übersetzung: Angelika Kutsch
- Astrid Lindgren: Pippi plündert den Weihnachtsbaum (Pippi har julgransplundring), Illustriert von Katrin Engelking oder Rolf Rettich; im schwedischen Original illustriert von Ingrid Nyman, Oetinger, Hamburg, ISBN 978-3-7891-0731-3; Übersetzung: Senta Kapoun
- Astrid Lindgren: Pippi außer Rand und Band (På rymmen med Pippi Långstrump), 1971 (Fotobuch) & 2020 (illustrierte Neuauflage von Fabian Göranson), Oetinger, Hamburg, ISBN 978-3-7891-2232-3 (Fotobuch) & ISBN 978-3-7891-1488-5 (illustrierte Ausgabe); Übersetzung: Karl Kurt Peters (Fotobuch) & Stefan Pluschkat (illustrierte Ausgabe)
- Astrid Lindgren: Der Räuber Assar Bubbla: Oder Um ein Haar hätte es kein Buch über Pippi Langstrumpf gegeben (Assar Bubbla), 1988, Illustriert von Marika Delin, Oetinger, Hamburg, ISBN 978-3-7891-1857-9; Übersetzung: Anna-Liese Kornitzky
- Astrid Lindgren: Pippi Långstrump delar ut Solkulor, 1949 (12-seitige Kurzgeschichte über Pippi Langstrumpf, Auftragsarbeit: Werbegeschichte für ein Vitaminpräparat), Illustriert von Ingrid Vang Nyman, wurde nicht ins Deutsche übersetzt.

Von Astrid Lindgren verfasste Zusammenfassung ihrer Geschichten
- Astrid Lindgren: Kennst du Pippi Langstrumpf? (Känner du Pippi Långstrump?, 1947, deutsch 1961, von Astrid Lindgren aus dem Pippi Langstrumpf Roman für jüngere Kinder zusammengefasst, Illustrationen von Ingrid Vang Nyman); Übersetzung: Margot Franke

Eigenständige Theaterstücke
- Astrid Lindgren: Pjäser för barn och ungdom - andra samlingen [enthält sechs Kindertheaterstücke von Lindgren, darunter auch: Jul hos Pippi Långstrump (wörtlich: Weihnachten bei Pippi Langstrumpf), eine Pippi Langstrumpfgeschichte, die sonst in keinem ihrer anderen Bücher zu finden ist und nicht auf Deutsch übersetzt wurde], Rabén & Sjögren: 1968.

Comics
- Astrid Lindgren: Pippi zieht ein (Pippi flyttar in, 1969, deutsch 1971),  Illustrationen von Ingrid Vang Nyman, ISBN 978-3-7891-5430-0; Übersetzung: Silke von Hacht
- Astrid Lindgren: Pippi regelt alles (Pippi ordnar allt, 1969, deutsch 1970), Illustrationen von Ingrid Vang Nyman, ISBN 978-3-7891-5431-7; Übersetzung: Silke von Hacht
- Astrid Lindgren: Pippi ist die Stärkste (Pippi är starkast i världen, 1969, deutsch 1971), Illustrationen von Ingrid Vang Nyman, ISBN 978-3-7891-5432-4; Übersetzung: Silke von Hacht
- Astrid Lindgren: Pippi gibt ein Fest (Pippi håller kalas, 1970, deutsch 1971), Illustrationen von Ingrid Vang Nyman, ISBN 978-3-7891-5433-1; Übersetzung: Silke von Hacht
- Astrid Lindgren: Pippi fährt zur See (Pippi går till sjöss, 1971, deutsch 1972), Illustrationen von Ingrid Vang Nyman, ISBN 978-3-7891-5398-3; Übersetzung: Silke von Hacht
- Astrid Lindgren: Pippi will nicht groß werden (Pippi vill inte bli stor, 1971, deutsch 1972), Illustrationen von Ingrid Vang Nyman, ISBN 978-3-7891-5399-0; Übersetzung: Silke von Hacht

Gesamtausgaben
- Astrid Lindgren: Pippi Langstrumpf. (Originaltitel Pippi Långstrump, Pippi Långstrump går om bord, Pippi Långstrump i Söderhavet) Aus dem Schwedischen von Cäcilie Heinig. Mit Bildern von Rolf Rettich. Verlag Friedrich Oetinger, Hamburg 1969, ISBN 3-7891-2930-6. (enthält: Pippi in der Villa Kunterbunt, Pippi geht an Bord und Pippi in Taka-Tuka-Land).
- Astrid Lindgren: Pippi Langstrumpf. Jubiläumsausgabe 100 Jahre Astrid Lindgren, Oetinger, Hamburg 2007, ISBN 978-3-7891-4098-3. (enthält: Pippi Langstrumpf, Pippi Langstrumpf geht an Bord und Pippi Langstrumpf in der Südsee).
- Astrid Lindgren: Pippi Langstrumpf. Der Comic (deutsch 2015), enthält: Pippi zieht ein, Pippi ist die Stärkste, Pippi regelt alles, Pippi gibt ein Fest, Pippi will nicht groß werden, Pippi fährt zur See, Illustrationen von Ingrid Vang Nyman, ISBN 978-3-7891-4190-4

### Hörbücher
- Pippi Langstrumpf, gelesen von Heike Makatsch. 3 CDs. Oetinger Audio. Ungekürzte Lesung. ISBN 978-3-7891-0340-7.
- Pippi Langstrumpf geht an Bord, gelesen von Heike Makatsch. 3 CDs. Oetinger Audio. Ungekürzte Lesung. ISBN 978-3-8373-0370-4.
- Pippi im Taka-Tuka-Land, gelesen von Heike Makatsch. 3 CDs. Oetinger Audio. Ungekürzte Lesung. ISBN 978-3-8373-0369-8.
- Pippi plündert den Weihnachtsbaum, gelesen von Ursula Illert. 1 CD. Oetinger Audio. Ungekürzte Lesung. ISBN 978-3-8373-1017-7.